# Prince Royce/Diskografie
Diese Diskografie ist eine Übersicht über die musikalischen Werke des US-amerikanischen Latin-Pop-Sängers Prince Royce. Den Schallplattenauszeichnungen zufolge hat er bisher mehr als 25,7 Millionen Tonträger verkauft, davon alleine in seiner Heimat über 21,4 Millionen. Seine erfolgreichste Veröffentlichung ist die Single Darte un beso mit über 2,3 Millionen verkauften Einheiten.

## Alben

### Studioalben
| Jahr | Titel Musiklabel                 | Höchstplatzierung, Gesamtwochen, AuszeichnungChartplatzierungen (Jahr, Titel, Musiklabel, Platzierungen, Wochen, Auszeichnungen, Anmerkungen) | Höchstplatzierung, Gesamtwochen, AuszeichnungChartplatzierungen (Jahr, Titel, Musiklabel, Platzierungen, Wochen, Auszeichnungen, Anmerkungen) | Höchstplatzierung, Gesamtwochen, AuszeichnungChartplatzierungen (Jahr, Titel, Musiklabel, Platzierungen, Wochen, Auszeichnungen, Anmerkungen) | Höchstplatzierung, Gesamtwochen, AuszeichnungChartplatzierungen (Jahr, Titel, Musiklabel, Platzierungen, Wochen, Auszeichnungen, Anmerkungen) | Anmerkungen                                                                     |
| Jahr | Titel Musiklabel                 | CH | US | Latin | ES | Anmerkungen                                                                     |
| ---- | -------------------------------- | --- | --- | --- | --- | ------------------------------------------------------------------------------- |
| 2010 | Prince Royce Sony Music Latin    | — | US77 (41 Wo.)US | Latin1 ×3Diamant + Dreifachplatin · (141 Wo.)Latin                                                                                            | — | Erstveröffentlichung: 2. März 2010 Verkäufe: 780.000; Charteinstieg US: 2013    |
| 2012 | Phase II Sony Music Latin        | — | US16 (10 Wo.)US | Latin1 Platin · (78 Wo.)Latin | — | Erstveröffentlichung: 10. April 2012 Verkäufe: 60.000                           |
| 2013 | Soy el mismo Sony Music Latin    | — | US14 (5 Wo.)US | Latin1 ×8Achtfachplatin · (129 Wo.)Latin | ES84 (1 Wo.)ES | Erstveröffentlichung: 8. Oktober 2013 Verkäufe: 600.000                         |
| 2015 | Double Vision Sony Music Latin   | — | US21 (2 Wo.)US | Latin— ×2DoppelplatinLatin | — | Erstveröffentlichung: 24. Juli 2015 Verkäufe: 120.000; englischsprachiges Album |
| 2017 | Five Sony Music Latin            | CH53 (1 Wo.)CH | US25 (3 Wo.)US | Latin1 ×7Siebenfachplatin · (57 Wo.)Latin | ES25 (2 Wo.)ES | Erstveröffentlichung: 24. Februar 2017 Verkäufe: 485.000                        |
| 2020 | Alter Ego Sony Music Latin       | — | US67 (1 Wo.)US | Latin1 ×6Sechsfachplatin · (12 Wo.)Latin | — | Erstveröffentlichung: 7. Februar 2020 Verkäufe: 390.000                         |
| 2024 | Llamada perdida Sony Music Latin | — | — | Latin18 ×2Doppelplatin · (1 Wo.)Latin | ES52 (10 Wo.)ES | Erstveröffentlichung: 16. Februar 2024 Verkäufe: 120.000                        |
| 2025 | Eterno Sony Music Latin          | — | — | Latin45 (1 Wo.)Latin | — | Erstveröffentlichung: 16. Mai 2025 Coveralbum                                   |

### Kompilationen
| Jahr | Titel                | Höchstplatzierung, Gesamtwochen, AuszeichnungChartplatzierungen (Jahr, Titel, Platzierungen, Wochen, Auszeichnungen, Anmerkungen) | Höchstplatzierung, Gesamtwochen, AuszeichnungChartplatzierungen (Jahr, Titel, Platzierungen, Wochen, Auszeichnungen, Anmerkungen) | Höchstplatzierung, Gesamtwochen, AuszeichnungChartplatzierungen (Jahr, Titel, Platzierungen, Wochen, Auszeichnungen, Anmerkungen) | Höchstplatzierung, Gesamtwochen, AuszeichnungChartplatzierungen (Jahr, Titel, Platzierungen, Wochen, Auszeichnungen, Anmerkungen) | Anmerkungen                                              |
| Jahr | Titel                | CH | US | Latin | ES | Anmerkungen                                              |
| ---- | -------------------- | --- | --- | --- | --- | -------------------------------------------------------- |
| 2012 | # 1’s Top Stop Music | — | — | Latin3 Platin · (219 Wo.)Latin | — | Erstveröffentlichung: 19. November 2012 Verkäufe: 60.000 |

### EPs
| Jahr | Titel           | Anmerkungen                         |
| ---- | --------------- | ----------------------------------- |
| 2017 | Spotify Singles | Erstveröffentlichung: 12. Juli 2017 |

## Singles

### Als Leadmusiker
| Jahr | Titel Album                          | Höchstplatzierung, Gesamtwochen, AuszeichnungChartplatzierungen (Jahr, Titel, Album, Platzierungen, Wochen, Auszeichnungen, Anmerkungen) | Höchstplatzierung, Gesamtwochen, AuszeichnungChartplatzierungen (Jahr, Titel, Album, Platzierungen, Wochen, Auszeichnungen, Anmerkungen) | Höchstplatzierung, Gesamtwochen, AuszeichnungChartplatzierungen (Jahr, Titel, Album, Platzierungen, Wochen, Auszeichnungen, Anmerkungen) | Höchstplatzierung, Gesamtwochen, AuszeichnungChartplatzierungen (Jahr, Titel, Album, Platzierungen, Wochen, Auszeichnungen, Anmerkungen) | Anmerkungen |
| Jahr | Titel Album                          | CH | US | Latin | ES | Anmerkungen |
| --- | ------------------------------------ | --- | --- | --- | --- | --- |
| 2010 | Stand by Me Prince Royce             | — | — | Latin8 ×2×4Doppeldiamant + Vierfachplatin · (30 Wo.)Latin                                                                                | ES— GoldES | Erstveröffentlichung: 19. Januar 2010 Verkäufe: 1.470.000                                                                     |
| 2010 | Corazón sin cara Prince Royce        | — | — | Latin1 ×5Fünffachdiamant · (56 Wo.)Latin                                                                                                 | ES— PlatinES | Erstveröffentlichung: 9. Februar 2010 Verkäufe: 3.110.000                                                                     |
| 2011 | El amor que perdimos Prince Royce    | — | — | Latin16 ×5Diamant + Fünffachplatin · (20 Wo.)Latin                                                                                       | — | Erstveröffentlichung: Januar 2011 Verkäufe: 900.000                                                                           |
| 2011 | Mi última carta Prince Royce         | — | — | Latin19 ×8Achtfachplatin · (20 Wo.)Latin                                                                                                 | — | Erstveröffentlichung: Mai 2011 Verkäufe: 480.000                                                                              |
| 2012 | Las cosas pequeñas Phase II          | — | — | Latin1 ×3Dreifachplatin · (25 Wo.)Latin                                                                                                  | — | Erstveröffentlichung: 11. Januar 2012 Verkäufe: 180.000                                                                       |
| 2012 | Incondicional Phase II               | — | — | Latin2 ×4Vierfachplatin · (62 Wo.)Latin                                                                                                  | — | Erstveröffentlichung: 12. Juni 2012 Verkäufe: 240.000                                                                         |
| 2012 | Te me vas Phase II                   | — | — | Latin2 (29 Wo.)Latin | — | Erstveröffentlichung: 3. Dezember 2012                                                                                        |
| 2013 | Darte un beso Soy el mismo           | — | US78 (12 Wo.)US | Latin1 ×3Dreifachdiamant + Platin · (52 Wo.)Latin                                                                                        | ES32 ×2Doppelplatin + Gold (Streaming) · (13 Wo.)ES                                                                                      | Erstveröffentlichung: 15. Juli 2013 Verkäufe: 2.510.000                                                                       |
| 2014 | Te robaré Soy el mismo               | — | — | Latin4 ×7Siebenfachplatin · (26 Wo.)Latin                                                                                                | ES70 Gold · (4 Wo.)ES | Erstveröffentlichung: Februar 2014 Verkäufe: 450.000                                                                          |
| 2014 | Te dar um beijo –                    | — | — | — | — | Erstveröffentlichung: 24. April 2014 mit Michel Teló                                                                          |
| 2014 | Soy el mismo                         | — | — | Latin8 (26 Wo.)Latin | — | Erstveröffentlichung: August 2014                                                                                             |
| 2014 | Stuck on a Feeling Double Vision     | — | US43 Gold · (10 Wo.)US | — | — | Erstveröffentlichung: 24. November 2014 Verkäufe: 30.000; feat. Snoop Dogg                                                    |
| 2015 | Solita Soy el Mismo (Deluxe edition) | — | — | Latin13 (21 Wo.)Latin | — | Erstveröffentlichung: Februar 2015                                                                                            |
| 2015 | Qué cosas tiene el amor –            | — | — | — | — | Erstveröffentlichung: 24. März 2015 mit Antony Santos                                                                         |
| 2015 | Back It Up Double Vision             | — | US92 Gold · (2 Wo.)US | Latin19 (19 Wo.)Latin | ES61 Gold · (20 Wo.)ES | Erstveröffentlichung: 4. Mai 2015 Verkäufe: 530.000; feat. Jennifer Lopez & Pitbull                                           |
| 2015 | Culpa al corazón Five                | — | — | Latin8 ×6Sechsfachplatin · (24 Wo.)Latin                                                                                                 | — | Erstveröffentlichung: 13. November 2015 Verkäufe: 360.000                                                                     |
| 2016 | Nobody But Me –                      | — | — | — | — | Erstveröffentlichung: 11. März 2016 mit Sofía Reyes                                                                           |
| 2016 | La carretera Five                    | — | — | Latin8 ×9Neunfachplatin · (26 Wo.)Latin                                                                                                  | ES— PlatinES | Erstveröffentlichung: 20. Mai 2016 Verkäufe: 780.000                                                                          |
| 2016 | Moneda Five                          | — | — | Latin22 ×3Dreifachplatin · (10 Wo.)Latin                                                                                                 | — | Erstveröffentlichung: 7. Oktober 2016 Verkäufe: 180.000; feat. Gerardo Ortiz                                                  |
| 2017 | Deja vu Five                         | CH92 (1 Wo.)CH | — | Latin4 ×5Diamant + Fünffachplatin · (26 Wo.)Latin                                                                                        | ES16 ×3Dreifachplatin · (30 Wo.)ES | Erstveröffentlichung: 24. Februar 2017 Verkäufe: 1.515.000; feat. Shakira                                                     |
| 2017 | Sensualidad –                        | — | — | Latin8 ×2×8Doppeldiamant + Achtfachplatin · (26 Wo.)Latin                                                                                | ES1 ×3Dreifachplatin · (34 Wo.)ES | Erstveröffentlichung: 3. November 2017 Verkäufe: 1.860.000; DJ Luian & Mambo Kingz present Bad Bunny, J Balvin & Prince Royce |
| 2017 | Ganas locas Five                     | — | — | Latin— ×3DreifachplatinLatin | ES91 (3 Wo.)ES | Erstveröffentlichung: 14. Juli 2017 Verkäufe: 210.000; feat. Farruko                                                          |
| 2018 | El clavo Alter Ego                   | — | — | — | ES31 Gold · (15 Wo.)ES | Erstveröffentlichung: 16. März 2018 Verkäufe: 1.070.000                                                                       |
| 2018 | 90 minutos (Fútbol mode) –           | — | — | — | — | Erstveröffentlichung: 7. Mai 2018 feat. ChocQuibTown                                                                          |
| 2018 | El clavo (Remix) Alter Ego           | — | — | Latin13 ×2Diamant + Doppelplatin · (24 Wo.)Latin                                                                                         | ES72 Gold · (10 Wo.)ES | Erstveröffentlichung: 11. Mai 2018 Verkäufe: 1.070.000; feat. Maluma                                                          |
| 2018 | Llegaste tú –                        | — | — | Latin26 ×5Fünffachplatin · (12 Wo.)Latin                                                                                                 | — | Erstveröffentlichung: 26. Oktober 2018 Verkäufe: 330.000; mit CNCO                                                            |
| 2018 | Adicto Alter Ego                     | — | — | Latin33 ×5Fünffachplatin · (17 Wo.)Latin                                                                                                 | ES— GoldES | Erstveröffentlichung: 16. November 2018 Verkäufe: 330.000; feat. Marc Anthony                                                 |
| 2019 | Cúrame Alter Ego                     | — | — | Latin31 ×4Vierfachplatin · (5 Wo.)Latin                                                                                                  | ES70 Gold · (8 Wo.)ES | Erstveröffentlichung: 7. Juni 2019 Verkäufe: 360.000; mit Manuel Turizo                                                       |
| 2019 | Morir solo Alter Ego                 | — | — | Latin35 ×3Dreifachplatin · (9 Wo.)Latin                                                                                                  | — | Erstveröffentlichung: 30. August 2019 Verkäufe: 180.000                                                                       |
| 2019 | Trampa Alter Ego                     | — | — | — | — | Erstveröffentlichung: 15. November 2019 feat. Zion y Lennox                                                                   |
| 2019 | Dec. 21 Alter Ego                    | — | — | — | — | Erstveröffentlichung: 21. Dezember 2019                                                                                       |
| 2020 | Cita Alter Ego                       | — | — | — | — | Erstveröffentlichung: 24. Januar 2020                                                                                         |
| 2020 | Carita de inocente (Remix) –         | — | — | — | ES4 ×4Vierfachplatin · (31 Wo.)ES | Erstveröffentlichung: 1. Juni 2020 Verkäufe: 375.000; feat. Myke Towers                                                       |
| 2021 | Lao’ a Lao’ Llamada perdida          | — | — | Latin23 Platin · (14 Wo.)Latin | — | Erstveröffentlichung: 12. August 2021 Verkäufe: 60.000                                                                        |
| 2022 | After Party –                        | — | — | — | — | Erstveröffentlichung: 4. Februar 2022 Verkäufe: 100.000; mit Alex Sensation & Farruko feat. Mariah Angeliq & Kevin Lyttle     |
| 2022 | Te Espero Llamada perdida            | — | — | Latin26 ×2Doppelplatin · (15 Wo.)Latin                                                                                                   | ES— PlatinES | Erstveröffentlichung: 3. März 2022 Verkäufe: 180.000; mit Maria Becerra                                                       |
| 2022 | Si Te Preguntan… Llamada perdida     | — | — | Latin31 ×3Dreifachplatin · (12 Wo.)Latin                                                                                                 | ES26 Gold · (1 Wo.)ES | Erstveröffentlichung: 23. Juni 2022 Verkäufe: 210.000; feat. Nicky Jam & Jay Wheeler                                          |
| 2022 | Otra vez Llamada perdida             | — | — | Latin— GoldLatin | — | Erstveröffentlichung: 8. Dezember 2022 Verkäufe: 30.000                                                                       |
| 2023 | Me EnRD Llamada perdida              | — | — | — | ES— GoldES | Erstveröffentlichung: 20. April 2023 Verkäufe: 30.000                                                                         |
| 2024 | Cosas de La Peda Llamada perdida     | — | — | Latin46 (1 Wo.)Latin | — | Erstveröffentlichung: 16. Januar 2024                                                                                         |
| 2025 | How Deep Is Your Love Eterno         | — | — | Latin41 (1 Wo.)Latin | — | Erstveröffentlichung: 10. April 2025                                                                                          |
| Folgende Lieder erschienen nicht als Single, wurden aber durch das Album zum Download und Streaming bereitgestellt und konnten somit eine Platzierung erlangen: |                                      | | | | | |
| |                                      | | | | | |
| 2020 | Carita de inocente Alter Ego         | — | — | Latin15 ×4Vierfachplatin · (26 Wo.)Latin                                                                                                 | — | Verkäufe: 300.000 |
| 2020 | Lotería Alter Ego                    | — | — | Latin38 Platin · (8 Wo.)Latin | — | Verkäufe: 60.000 |
| 2021 | Si Supieras Alter Ego                | — | — | Latin49 (2 Wo.)Latin | — | |

### Als Gastmusiker
| Jahr | Titel Album                                            | Höchstplatzierung, Gesamtwochen, AuszeichnungChartplatzierungen (Jahr, Titel, Album, Platzierungen, Wochen, Auszeichnungen, Anmerkungen) | Höchstplatzierung, Gesamtwochen, AuszeichnungChartplatzierungen (Jahr, Titel, Album, Platzierungen, Wochen, Auszeichnungen, Anmerkungen) | Höchstplatzierung, Gesamtwochen, AuszeichnungChartplatzierungen (Jahr, Titel, Album, Platzierungen, Wochen, Auszeichnungen, Anmerkungen) | Höchstplatzierung, Gesamtwochen, AuszeichnungChartplatzierungen (Jahr, Titel, Album, Platzierungen, Wochen, Auszeichnungen, Anmerkungen) | Anmerkungen |
| Jahr | Titel Album                                            | CH | US | Latin | ES | Anmerkungen |
| --- | ------------------------------------------------------ | --- | --- | --- | --- | --- |
| 2011 | Ven conmigo Prestige                                   | — | — | Latin9 ×2Doppelplatin · (20 Wo.)Latin | ES— GoldES | Erstveröffentlichung: 19. April 2011 Verkäufe: 150.000; Daddy Yankee feat. Prince Royce                                  |
| 2011 | El verdadero amor perdona Drama y Luz (Deluxe Edition) | — | — | Latin1 ×2Doppelplatin · (34 Wo.)Latin | — | Erstveröffentlichung: 5. September 2011 Verkäufe: 120.000; Maná feat. Prince Royce                                       |
| 2013 | Te Perdiste Mi Amor Habítame Siempre                   | — | — | Latin4 (29 Wo.)Latin | — | Erstveröffentlichung: 3. Februar 2013 Verkäufe: 210.000; Thalía feat. Prince Royce                                       |
| 2015 | Tu Libertad Los vaqueros: La trilogia                  | — | — | — | ES99 (2 Wo.)ES | Erstveröffentlichung: 24. November 2015 Wisin feat. Prince Royce                                                         |
| 2016 | Solo Yo Louder!                                        | — | — | Latin35 Gold · (11 Wo.)Latin | — | Erstveröffentlichung: 29. Januar 2016 Verkäufe: 30.000; Sofía Reyes feat. Prince Royce                                   |
| 2017 | Gris Te cuento un secreto                              | — | — | — | ES— GoldES | Erstveröffentlichung: 17. März 2017 Verkäufe: 30.000; India Martínez feat. Prince Royce                                  |
| 2017 | 100 años 30 de Febrero                                 | — | — | — | — | Erstveröffentlichung: 13. Oktober 2017 Verkäufe: 240.000; Ha*Ash feat. Prince Royce                                      |
| 2018 | No Love Trap Capos II                                  | — | — | — | — | Erstveröffentlichung: 16. Februar 2018 Trap Capos & Noriel feat. Prince Royce & Bryant Myers                             |
| 2018 | Color Esperanza 2020 –                                 | — | — | — | ES— PlatinES | Erstveröffentlichung: 18. Mai 2018 Verkäufe: 330.000; Various Artists, Benefizsingle                                     |
| 2018 | Quiero saber –                                         | — | — | — | — | Erstveröffentlichung: 25. Oktober 2018 Pitbull feat. Ludacris & Prince Royce                                             |
| 2018 | Bubalu –                                               | — | — | Latin22 ×2×4Doppeldiamant + Vierfachplatin · (20 Wo.)Latin                                                                               | ES12 ×2Doppelplatin · (20 Wo.)ES | Erstveröffentlichung: 6. November 2018 Verkäufe: 1.560.000; DJ Luian x Mambo Kingz feat. Anuel AA, Prince Royce, Becky G |
| 2020 | Ayer me llamo mi ex (Remix) –                          | — | — | Latin33 (9 Wo.)Latin | — | Erstveröffentlichung: 5. November 2020 Khea & Lenny Santos feat. Natti Natasha & Prince Royce                            |
| 2021 | Antes que salga el sol Nattividad                      | — | — | Latin19 Platin · (15 Wo.)Latin | ES86 (1 Wo.)ES | Erstveröffentlichung: 14. Januar 2021 Verkäufe: 60.000; Natti Natasha feat. Prince Royce                                 |
| 2021 | Veterana Mi muchachita                                 | — | — | Latin— GoldLatin | — | Erstveröffentlichung: 2. Dezember 2021 Verkäufe: 30.000; Elvis Martinez feat. Prince Royce                               |
| Folgende Lieder erschienen nicht als Single, wurden aber durch das Album zum Download und Streaming bereitgestellt und konnten somit eine Platzierung erlangen: |                                                        | | | | | |
| |                                                        | | | | | |
| 2018 | Hangover F.A.M.E.                                      | — | — | — | ES98 (2 Wo.)ES | Maluma feat. Prince Royce                                                                                                |

## Statistik

### Chartauswertung
|                     | CH    | US    | Latin       | ES    |
| ------------------- | ----- | ----- | ----------- | ----- |
| Nummer-eins-Alben   | CH—CH | US—US | Latin5Latin | ES—ES |
| Top-10-Alben        | CH—CH | US—US | Latin6Latin | ES1ES |
| Alben in den Charts | CH1CH | US6US | Latin8Latin | ES3ES |

|                       | CH    | US    | Latin        | ES     |
| --------------------- | ----- | ----- | ------------ | ------ |
| Nummer-eins-Singles   | CH—CH | US—US | Latin4Latin  | ES1ES  |
| Top-10-Singles        | CH—CH | US—US | Latin15Latin | ES3ES  |
| Singles in den Charts | CH1CH | US3US | Latin37Latin | ES15ES |

### Auszeichnungen für Musikverkäufe
| Goldene Schallplatte - Chile - 2018: für das Album Five - Frankreich - 2024: für die Single After Party - 2025: für die Single Carita de inocente (Remix) - Italien - 2018: für die Single Sensualidad - 2019: für die Single Deja vu - 2021: für die Single Carita de inocente (Remix) - 2023: für das Lied Rechazame - 2023: für die Single Corazón sin cara - Kanada - 2024: für die Single Deja vu - Mexiko - 2018: für die Single Ganas locas - 2020: für das Album Alter ego - 2024: für die Single Llegaste tú - 2025: für die Single El clavo - 2025: für die Single Deja vu - Polen - 2015: für die Single Back It Up - Spanien - 2024: für das Lied Rechazame - Vereinigte Staaten - 2025: für das Lied Crazy (Latin) | Platin-Schallplatte - Brasilien - 2023: für die Single Deja vu - Italien - 2017: für die Single Darte un beso - Mexiko - 2023: für das Lied Carita de inocente - 2024: für das Album Five - Vereinigte Staaten - 2025: für das Lied Su hombre soy yo (Latin) 3× Goldene Schallplatte - Mexiko - 2023: für die Single Cúrame 2× Platin-Schallplatte - Mexiko - 2025: für das Album Soy el mismo - Vereinigte Staaten - 2025: für das Lied Tú y Yo (Latin) 3× Platin-Schallplatte - Mexiko - 2025: für die Single Darte un beso - 2025: für die Single La carretera | 7× Goldene Schallplatte - Mexiko - 2021: für die Single Te perdiste mi amor 4× Platin-Schallplatte - Mexiko - 2023: für die Single 100 años 9× Goldene Schallplatte - Mexiko - 2024: für die Single Color Esperanza 2020 Diamantene Schallplatte - Mexiko - 2025: für die Single El clavo - 2025: für die Single Darte un beso - 2025: für die Single Deja vu 2× Diamantene Schallplatte - Vereinigte Staaten - 2025: für das Lied Rechazame (Latin) |

Anmerkung: Auszeichnungen in Ländern aus den Charttabellen bzw. Chartboxen sind in ebendiesen zu finden.
| Land/RegionAuszeichnungen für Musikverkäufe (Land/Region, Auszeichnungen, Verkäufe, Quellen) | Gold       | Platin         | Diamant       | Verkäufe   | Quellen                 |
| -------------------------------------------------------------------------------------------- | ---------- | -------------- | ------------- | ---------- | ----------------------- |
| Brasilien (PMB)                                                                              | —          | Platin1        | —             | 40.000     | pro-musicabr.org.br     |
| Chile (IFPI)                                                                                 | Gold1      | —              | —             | 5.000      | Einzelnachweise         |
| Frankreich (SNEP)                                                                            | 2× Gold2   | —              | —             | 200.000    | snepmusique.com         |
| Italien (FIMI)                                                                               | 5× Gold5   | Platin1        | —             | 235.000    | fimi.it                 |
| Kanada (MC)                                                                                  | Gold1      | —              | —             | 40.000     | musiccanada.com         |
| Mexiko (AMPROFON)                                                                            | 8× Gold8   | 22× Platin22   | 3× Diamant3   | 2.500.000  | amprofon.com.mx         |
| Polen (ZPAV)                                                                                 | Gold1      | —              | —             | 10.000     | olis.pl                 |
| Spanien (Promusicae)                                                                         | 13× Gold13 | 18× Platin18   | —             | 1.360.000  | elportaldemusica.es ES2 |
| Vereinigte Staaten (RIAA)                                                                    | 6× Gold6   | 137× Platin137 | 20× Diamant20 | 21.400.000 | riaa.com                |
| Insgesamt                                                                                    | 36× Gold36 | 181× Platin181 | 23× Diamant23 |            |                         |